# Nils Henrik Sjöborg
Nils Henrik Sjöborg, född den 6 februari 1767 i Högestads sockens prästgård i Skåne, död den 1 juli 1838 i Stockholm, var en svensk historiker och fornforskare samt professor vid Lunds universitet.
Sjöborg blev student vid Lunds universitet 1783, blev 1787 filosofie magister och kallades 1790 till docent i historia. För antikvariska studier företog han 1791 en resa till fots i norra Tyskland, och under fleråriga vidsträckta resor inom Sverige bedrev han arkeologiska studier. År 1796 blev han adjunkt i historia i Lund, och 1797 utgav han Inledning till kännedomen om fäderneslandets antiqviteter. Utnämnd till professor i samma ämne 1799 kom han att bilda en skola, till vilken flera sedermera framstående forskare inom fornforskningen och topografin räknade sig. Dessutom stiftade han Lunds universitets historiska museum, vars första samlingar till en betydlig del skänktes av honom själv.
Till kännedomen om de svenska landskapens historia bidrog han genom följande arbeten: Blekings historia och beskrifning (1792-93), Samlingar till Skånes historia och beskrifning (tre häften, 1801, 1802, resp.1814) samt Beskrifning öfver Malmöhus län. I. Malmö stad (1812). Han riktade också uppmärksamhet åt vikten av fornminnens skyddande mot förstörelse. Sedan han 1816 erhållit livstids tjänstledighet som professor, vistades han dels på antikvariska resor inom Sverige och även i Norge, dels och främst i Stockholm, sysselsatt med utgivandet av sitt stora verk, Samlingar för nordens fornälskare (tre delar, 1822-30), och verkade för uppbyggandet av ett nationalmuseum. Sedan 1798 var han ledamot av Musikaliska Akademien. Hans vetenskapliga förtjänst torde huvudsakligen ha varit att han utstakade vägen för andra forskare.